# Rubicon (serie televisiva)
(Tagline)
Rubicon è una serie televisiva statunitense di genere drammatico, andata in onda sul canale televisivo via cavo AMC dal 13 giugno al 17 ottobre 2010. In Italia la serie è stata trasmessa su Joi dal 28 ottobre 2010. Il 12 novembre 2010 la AMC ha deciso di cancellare la serie.

## Produzione
Il creatore Jason Horwitch concepì la serie basandosi su thriller cospirativi degli anni settanta come Tutti gli uomini del presidente, I tre giorni del Condor e Perché un assassinio, ispirandosi al loro ritmo lento e alla complessità della trama. Dopo aver sceneggiato e prodotto l'episodio pilota, Horwitch lasciò la serie a causa di "divergenze creative" e Henry Bromell fu promosso a show runner. La produzione cominciò a New York il 29 marzo.
Il titolo, come dichiarato dal produttore esecutivo Henry Bromell, fa riferimento al Rubicone, il fiume che attraversò Giulio Cesare nel 49 a.C. al ritorno dalla Gallia provocando in questo modo l'inizio della guerra civile, e al suo significato nel linguaggio comune di "punto di non ritorno". L'evento storico è stato citato anche all'interno della serie.

## Trama
New York. L'analista in un think tank governativo Will Travers, sconvolto dalla morte della moglie e della figlia negli attentati dell'11 settembre, scopre, a partire da strane coincidenze contenute in alcuni cruciverba, l'esistenza di una cospirazione ordita da una società segreta, che vuole manipolare eventi mondiali su larga scala.

## Episodi
L'episodio pilota è stato trasmesso in anteprima il 13 giugno dopo l'episodio finale della terza stagione di Breaking Bad e il 25 giugno 2010, dopo la première della quarta stagione di Mad Men. È stato poi riproposto il 1º agosto dello stesso anno, seguito dai restanti episodi. La prima e unica stagione si è conclusa il 17 ottobre 2010.
| Stagione       | Episodi | Prima TV originale | Prima TV Italia |
| -------------- | ------- | ------------------ | --------------- |
| Prima stagione | 13      | 2010               | 2010            |

## Accoglienza
Rubicon ha generato inizialmente recensioni positive, totalizzano sul sito web Metacritic un punteggio di 69 su 100 basato su 28 recensioni. La maggior parte dei critici ha acclamato il cast e l'atmosfera della serie, ma molti hanno criticato la mancanza di azione, di humor e di risposte agli enigmi presenti in ogni episodio. La serie è stata spesso comparata con altri show della AMC, quali Mad Men e Breaking Bad, per via del loro successo e della loro originalità. Ken Tucker di Entertainment Weekly ha dichiarato che "Rubicon può non avere la brillante spavalderia di Mad Man o di Breaking Bad, ma credo che sia una cosa positiva. Rubicon è una distinta creazione della AMC".
Riguardo alla mancanza di azione nello show, Scott D. Pierce di Deseret News ha scritto "che per essere un thriller cospirativo, la serie manca di tensione"; mentre Maureen Ryan del Chicago Tribune ha commentato che "la serie è lenta in modo piacevole e ha pochi problemi nel creare una giusta atmosfera", ma che "il ritmo dei primi quattro episodi è tuttavia troppo fiacco". Ad ogni modo, alcuni critici hanno trovato la mancanza di azione una mossa intelligente e creativa. Ken Tucker di Entertainment Weekly ad esempio ha scritto: "Rubicon ha creato un mondo in cui momenti insignificanti possono generare grande suspense. La scoperta dei piccoli tasselli di un enigma, nascosti all'interno di cruciverba, e la sensazione di paranoia del protagonista di essere inseguito portano più peso drammatico di un inseguimento automobilistico o una lotta di arti marziali".